# Pasighat
Pasighat là một thị trấn thống kê (census town) của quận East Siang thuộc bang Arunachal Pradesh, Ấn Độ.

## Địa lý
Pasighat có vị trí 28°04′B 95°20′Đ / 28,07°B 95,33°Đ Nó có độ cao trung bình là 153 mét (501 feet).

## Nhân khẩu
Theo điều tra dân số năm 2001 của Ấn Độ, Pasighat có dân số 21.972 người. Phái nam chiếm 53% tổng số dân và phái nữ chiếm 47%. Pasighat có tỷ lệ 64% biết đọc biết viết, cao hơn tỷ lệ trung bình toàn quốc là 59,5%: tỷ lệ cho phái nam là 71%, và tỷ lệ cho phái nữ là 56%. Tại Pasighat, 15% dân số nhỏ hơn 6 tuổi.